# Internationale Konferenz zur Einheit der Wissenschaften
Die Internationale Konferenz zur Einheit der Wissenschaften (ICUS) ist eine akademische Konferenz, die 1968 von der von Sun Myung Moon geschaffenen Vereinigungskirche gegründet wurde.
An dieser Serie von Konferenzen nahmen zwischen fünf- und sechstausend Gelehrte und Wissenschaftler teil, darunter zwei Dutzend Nobelpreisträger.

## Liste der Konferenzen
- 1976: ICUS I New York, USA. Thema: Die moralische Orientation von Wissenschaften in New York, USA. 20 Teilnehmer aus 8 Nationen nahmen teil.[6][7]

- 1973: ICUS II Tokio, Japan. Thema: Der  japanische Verein zur Wissenschafts-Theorie. 60 Teilnehmer aus 17 Nationen[8][9]

- 1974: ICUS III London, England. Thema: Wissenschaft und absolute Werte. 128 Teilnehmer aus acht Nationen.[10][11] The Times berichtet in einem kritischen Artikel von dieser Konferenz.[12]

- 1975: ICUS IV New York, USA. Thema: Die Zentralität der Wissenschaft und der absoluten Werte. Unter anderem mit Sir John Eccles und 340 Teilnehmern aus 57 Nationen[13][14]

- 1976: ICUS V Washington D.C., USA. Thema: Die Suche nach absoluten Werten: Harmonie zwischen den Wissenschaften. 360 Teilnehmer aus 53 Nationen.[15][16]

- 1977: ICUS VI San Francisco, USA. Thema: Die Suche nach absoluten Werten in einer sich verändernden Welt. 400 Teilnehmer aus 50 Nationen.[17][18]
- 1978: ICUS VII Boston, Massachusetts, USA. Thema: Die Neubewertung bestehender Werte und die Suche nach absoluten Werten. 450 Teilnehmer aus 60 Nationen.[19]
- 1979: ICUS VIII Los Angeles, Kalifornien, USA. Thema: Die Verantwortung der akademischen Gemeinschaft bei der Suche nach absoluten Werten. 485 Teilnehmer aus 67 Nationen.[20]
- 1980: ICUS IX Miami Beach, Florida, USA. Thema: Absolute Werte und die Suche nach dem Frieden der Menschheit. 600 Teilnehmer aus 80 Nationen.[21]
- 1981: ICUS X Seoul, Korea. Thema: Die Suche nach absoluten Werten und die Erschaffung der neuen Welt. 808 Teilnehmer aus 100 Nationen.[22]
- 1982: ICUS XI Philadelphia, PA., USA. Thema: Die Suche nach absoluten Werten und die Erschaffung der neuen Welt. 525 Teilnehmer aus 100 Nationen.[23]
- 1983: ICUS XII Chicago, USA. Thema: Absolute Werte und die neue Kulturrevolution. 300 Teilnehmer aus 80 Nationen.[24]
- 1984: ICUS XIII Washington D.C., USA. Motto:  Absolute Werte und die neue kulturelle Revolution. 240 Teilnehmer aus 46 Ländern.[4][25]
- 1985: ICUS XIV Houston, Texas, USA. Thema:  Absolute Werte und die neue Kulturrevolution in Houston, Texas. 240 Teilnehmer aus 40 Nationen.[26]
- 1986: ICUS XV Washington D.C., USA. Thema:  Absolute Werte und die neue Kulturrevolution. 240 aus 45 Nationen.[27]
- 1987: ICUS XVI Atlanta, Georgia, USA. Thema: Absolute Values and the Reassessment of the Contemporary World. 225 Teilnehmer aus 47 Nationen.[28]
- 1988: ICUS XVII Los Angeles, USA. Thema:  Absolute Werte und die Neubewertung der heutigen Welt. 260 Teilnehmer aus 47 Nationen.[29]
- 1991: ICUS XVIII Seoul, Korea. 1991 fand 1991 fand zum Thema: Absolute Werte und die Neubewertung der heutigen Welt die Konferenz in Los Angeles, USA, statt. 210 Teilnehmer aus 40 Nationen.[30]
- 1992: ICUS XIX Seoul, Korea. Thema:  Absolute Werte und die neue Weltordnung die ICUS Konferenz statt. 200 Teilnehmer aus 40 Nationen.[31]
- 1995: ICUS XX Seoul, Korea. Thema: Absolute Werte und die Einheit der Wissenschaften: Der Ursprung und die menschliche Verantwortung. 150 Teilnehmer aus 35 Nationen.[32]
- 1997: ICUS XXI. Thema: Searching for Absolute Values and Unity in the Sciences: Science for the Benefit of Humanity. 150 Teilnehmer aus 40 Nationen nahmen teil.[33]
- 2000: ICUS XXII Seoul, Korea. Thema: Searching for Absolute Values and Unity in the Sciences: Science for the Benefit of Humanity. 150 Teilnehmer aus 35 Nationen.[34]
- 2017: ICUS XXIII Seoul, Korea. Thema: Die Umweltkrise der Erde und die Rolle der Wissenschaft.[35]
- 2018: ICUS XXIV Seoul, Korea. Thema: Wissenschaftliche Lösungen zu den Umwelt Herausforderungen auf unserem Globus.[36]
- 2021: ICUS XXVII online-Konferenz. Teilnehmer: 71 Wissenschaftler aus 13 Ländern. Themen aus dem Bereich der Umwelt wie „Rodung der Wälder, Wüstenbildung und dem Anstieg Antibiotika-resistenter Bakterien“.[37][38]